# Katharinenkirche (Großenaspe)

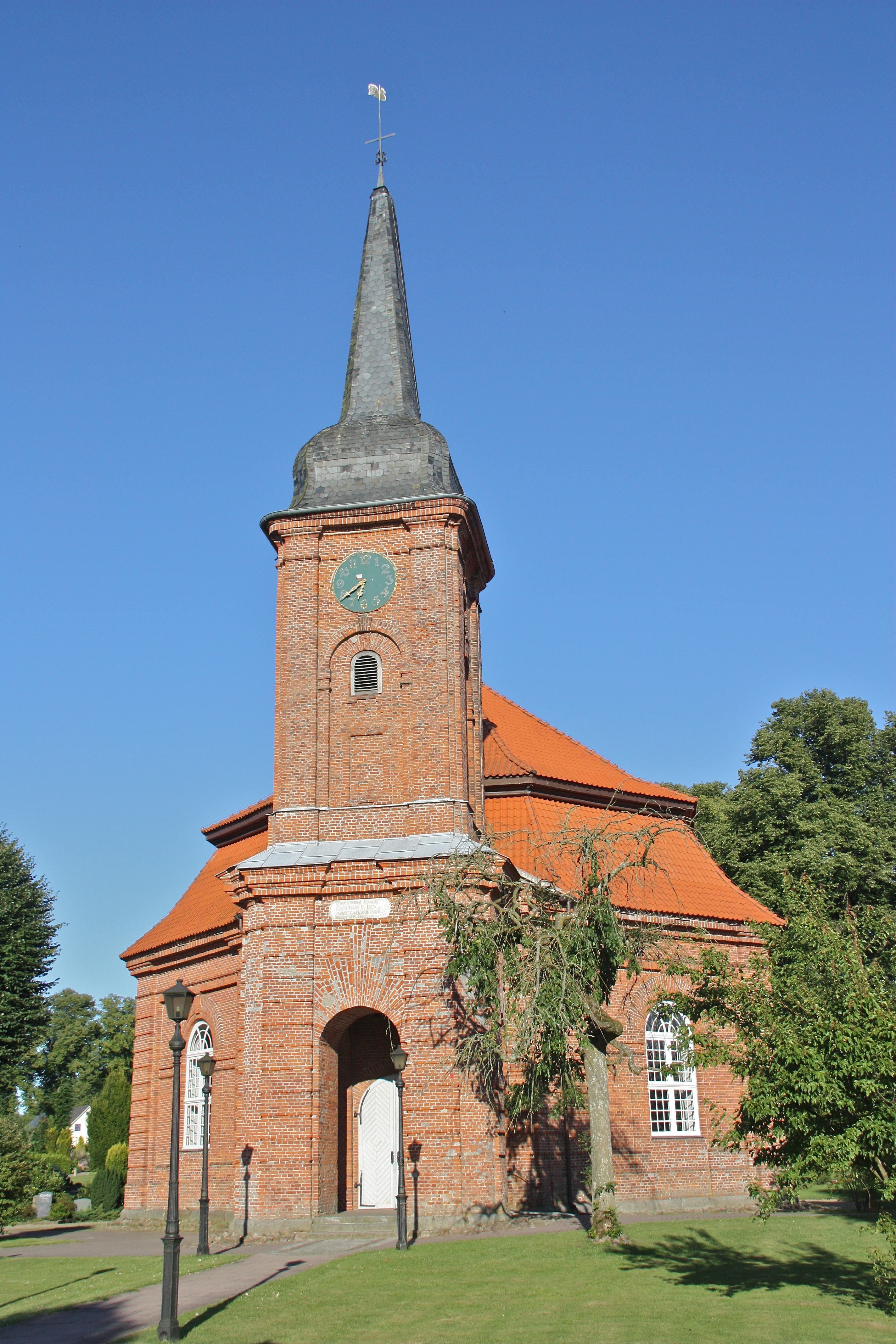
Turm und Eingangsseite

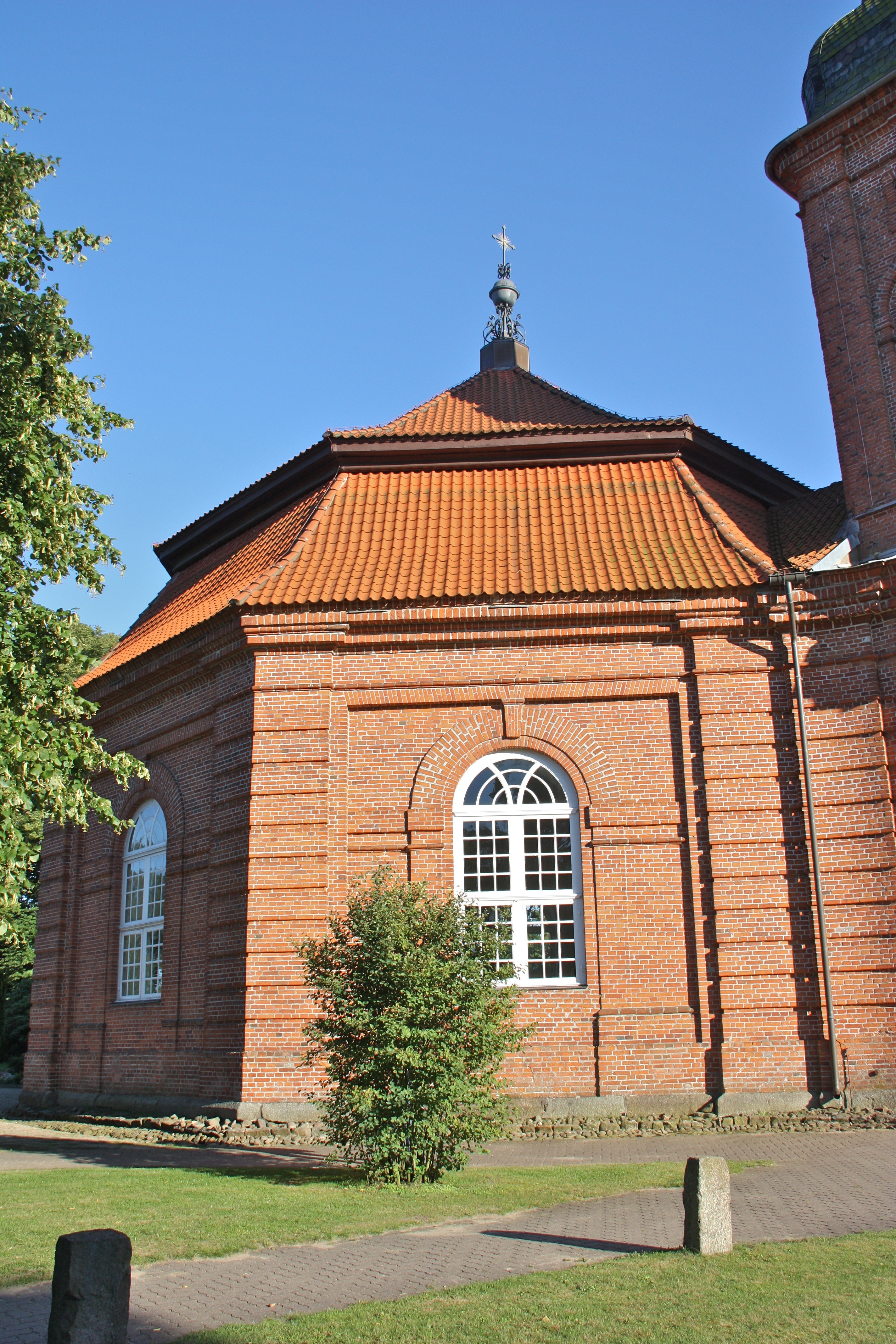
Nordseite mit Rundbogenfenster

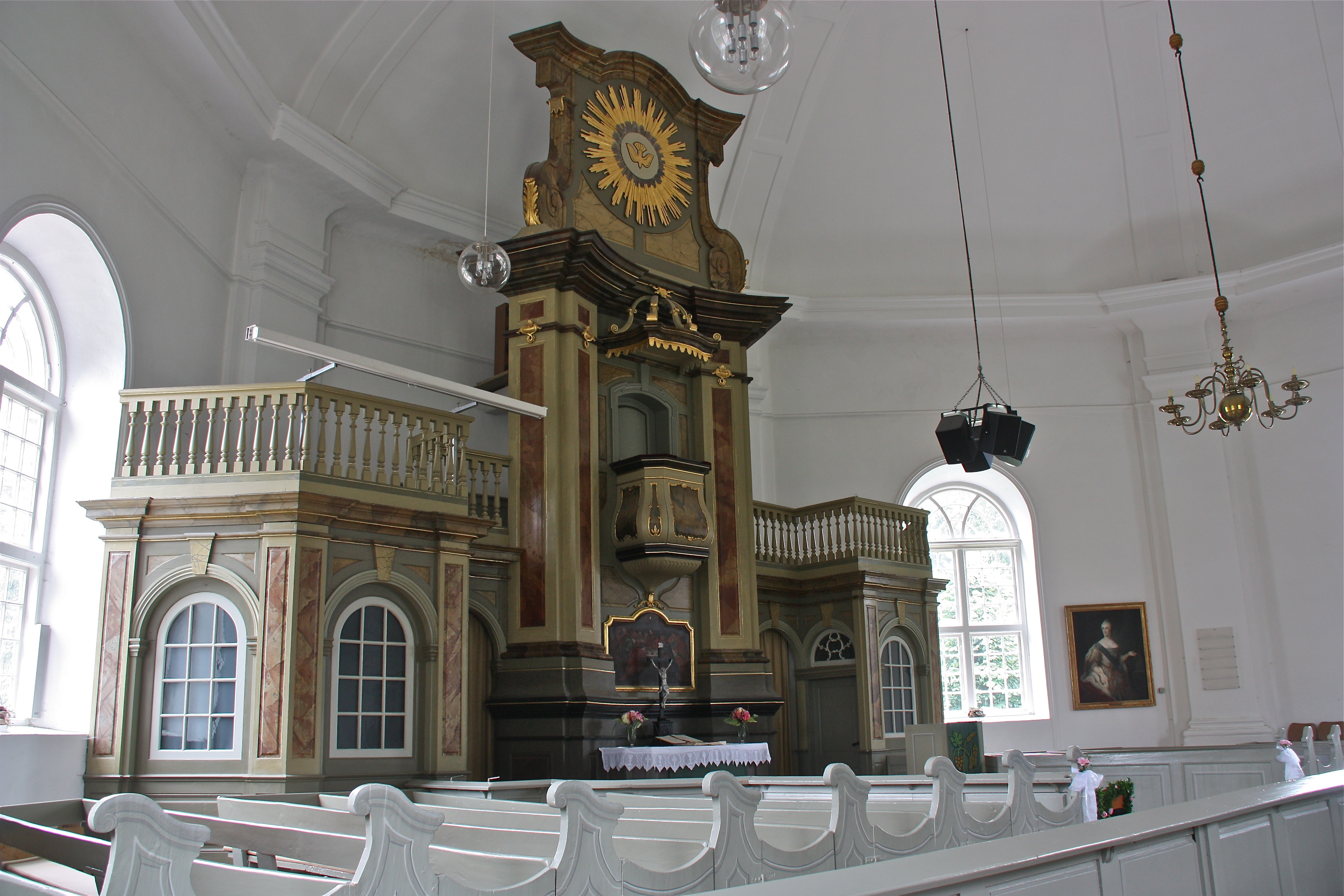
Innenraum mit Kanzelaltar

Die evangelisch-lutherische Katharinenkirche von Großenaspe liegt zentral in der Mitte des Dorfes an der Kreuzung von Kirchstraße (Kreisstraße K 111) und Hauptstraße (Kreisstraße K 58).

## Bau der Kirche
Bereits vor der heutigen Kirche gab es, vermutlich seit dem 16. Jahrhundert, eine ältere und kleinere Kirche im Ort. Der heutige Achteckbau des Kirchengebäudes stammt aus dem 18. Jahrhundert. Er ist ein Werk des Baumeisters Johann Adam Richter aus den Jahren 1769–1771. Richters Entwurf ist ganz eindeutig von Cai Doses Kirchen und hier besonders der Rellinger Kirche beeinflusst. Von außen dominiert der über einer offenen Vorhalle errichtete schlanke Turm auf der Westseite und das schwere Mansarddach. Im Gegensatz zur Rellinger Kirche, aber ähnlich wie Doses erste achteckige Kirche in Hörnerkirchen hat das Dach der Kirche in Großenaspe jedoch weder eine Laterne noch weitere Fensteröffnungen. Tageslicht gelangt nur durch die großen, gerahmten Rundbogenfenster im mit rustizierten Lisenen verzierten Backsteinmauerwerk in das Innere.
Die Einweihung fand 1772 statt. Benannt wurde die Kirche nach der russischen Zarin Katharina II., die in der Großfürstlichen Zeit bis zum Vertrag von Zarskoje Selo 1773 Landesherrin war.
Das in unmittelbarer Nähe der Kirche gelegene Gemeindehaus, das früher als Pastorat genutzt wurde, stammt aus der Mitte des 19. Jahrhunderts und wurde mehrfach umgebaut. Da es Anfang der 2010er-Jahre an seiner Kapazitätsgrenze angelangt war, befindet sich ein größerer Anbau in der Planungsphase.

## Ausstattung
Der Innenraum mit seiner flachen Holzkuppel und den dorischen Eckpilastern ist einheitlich und geschlossen, aber nicht sehr reichhaltig ausgestattet. Er bietet etwa 340 Personen Platz und hat eine gute Akustik. Sehr augenfällig und beeindruckend ist der hohe Kanzelaltar mit dem Strahlenkranz und der Taube des Heiligen Geistes im oberen Teil und einem Gemälde von Johann M. Bremer im unteren Teil, welches das heilige Abendmahl darstellt. Die Kirche zeigt nur zurückhaltende Symbolik und steht somit in der Tradition der auf die Worte der Geistlichen konzentrierten Predigtkirchen.
Das Kruzifix an der Wand links vom Altar ist das älteste Stück in der Kirche und stammt aus dem 13. Jahrhundert. Es befand sich ebenso wie der Kronleuchter von 1740, der Armenblock von 1736 und das Pastorenbild an der Empore von 1698 bereits in der Vorgängerkirche.
Zur Einweihung der Kirche spendete der Kieler Apotheker Conrad Christiani die große Taufschale aus Messing, was aus einer Inschrift auf dem Beckenrand hervorgeht. Das Taufbecken steht nur bei Taufgottesdiensten in der Mitte des Raumes.

## Glocken
Die Kirche verfügt über vier Glocken. Die älteste ist eine Bronzeglocke aus dem Jahre 1910, die weiteren drei Glocken sind Stahlglocken aus dem Jahre 1968.

## Orgel
Die Marcussen-Orgel der Kirche stammt aus dem Jahre 1880 und besitzt 837 Pfeifen. Eine Grundüberholung fand 2007 statt. Nach den Erfahrungen dieser Arbeiten entschloss sich die Gemeinde, für die zukünftige Instandhaltung der Orgel auf regelmäßige Spender (sogenannte „Orgelpaten“) zurückzugreifen, um von den finanziellen Überlegungen der Landeskirche unabhängig zu werden.
Die Orgel wird über den Gottesdienst hinaus regelmäßig für Orgelkonzerte genutzt.
Koordinaten: 53° 58′ 26″ N, 9° 58′ 11″ O

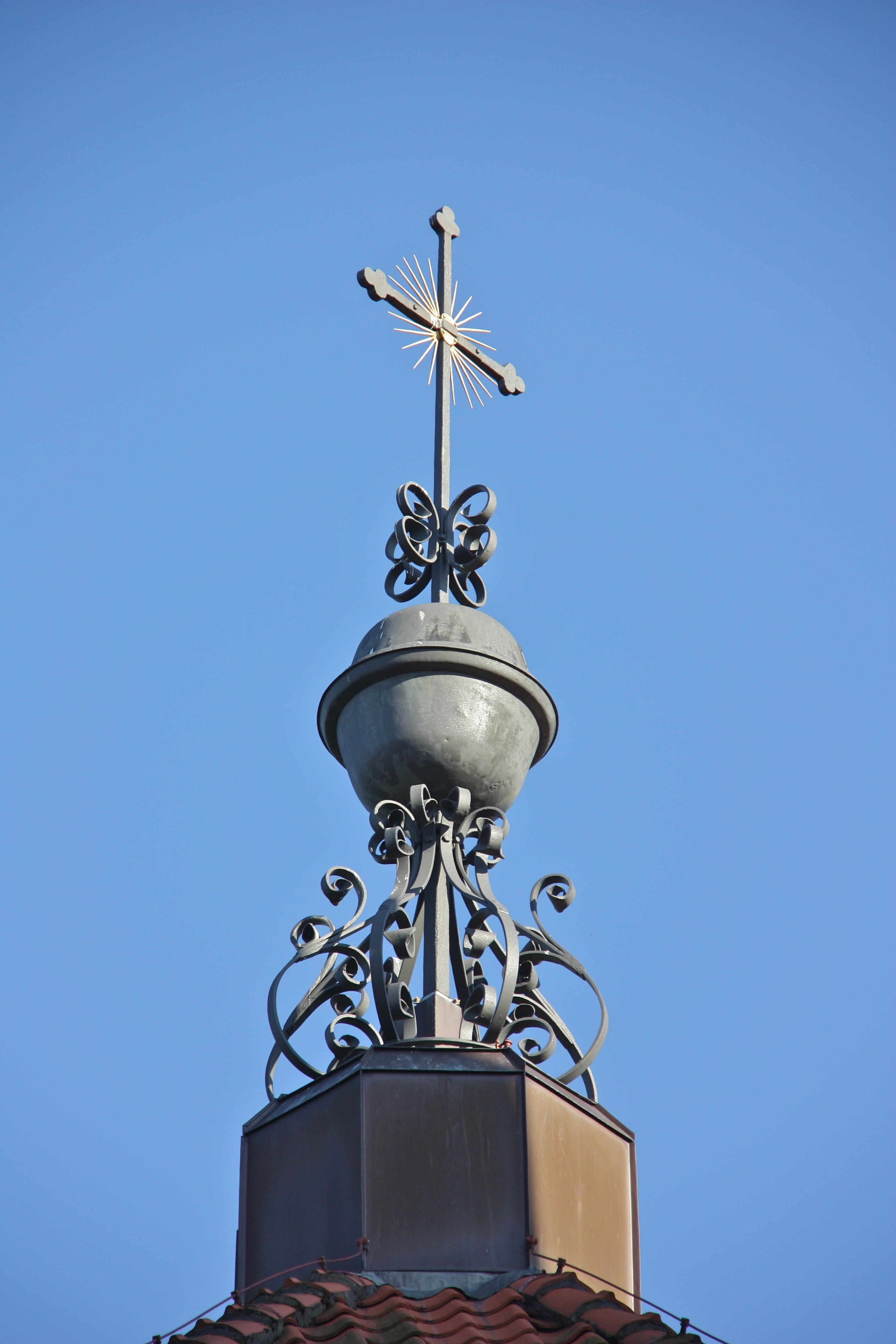
Dachbekrönung
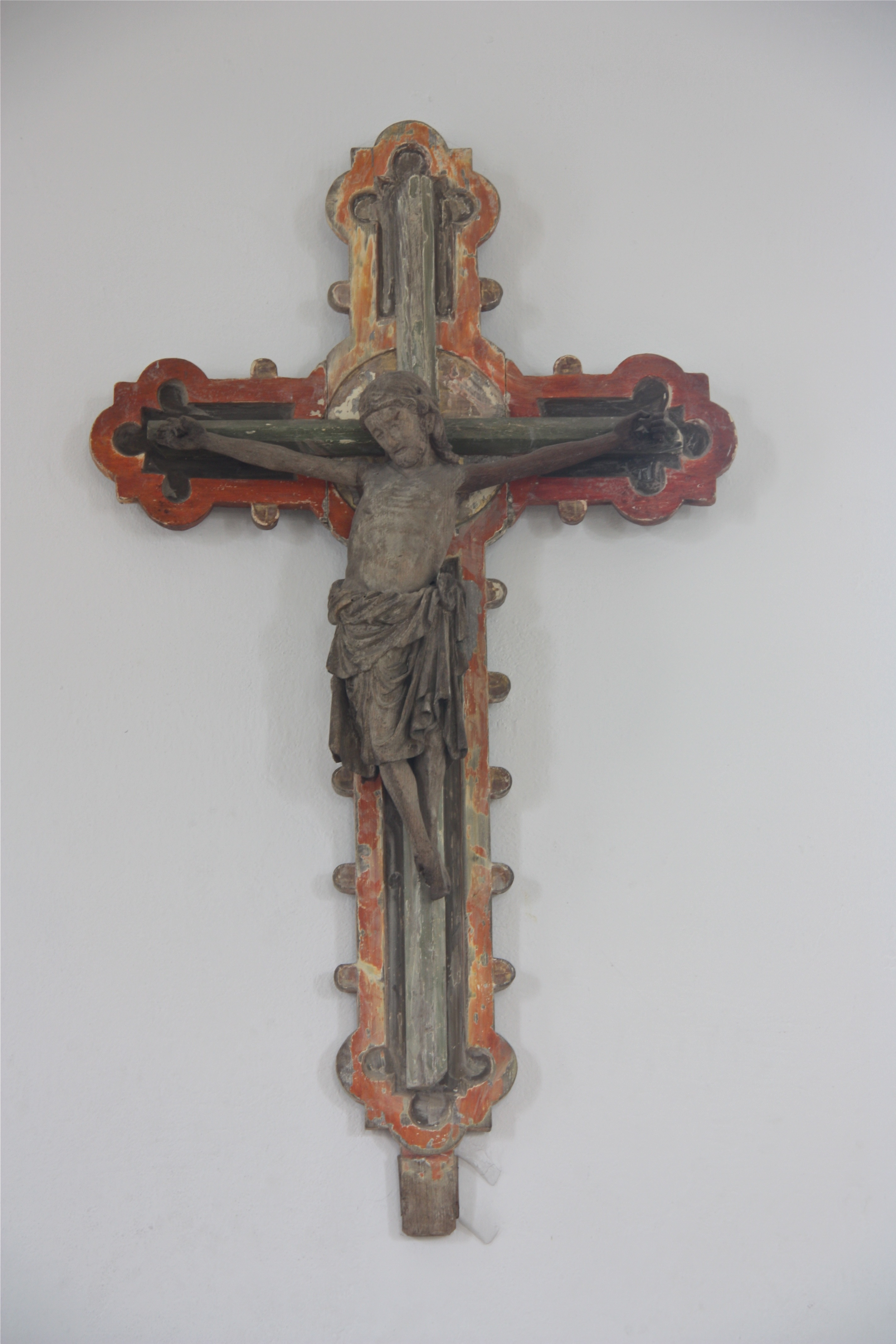
Kruzifix aus dem 13. Jahrhundert
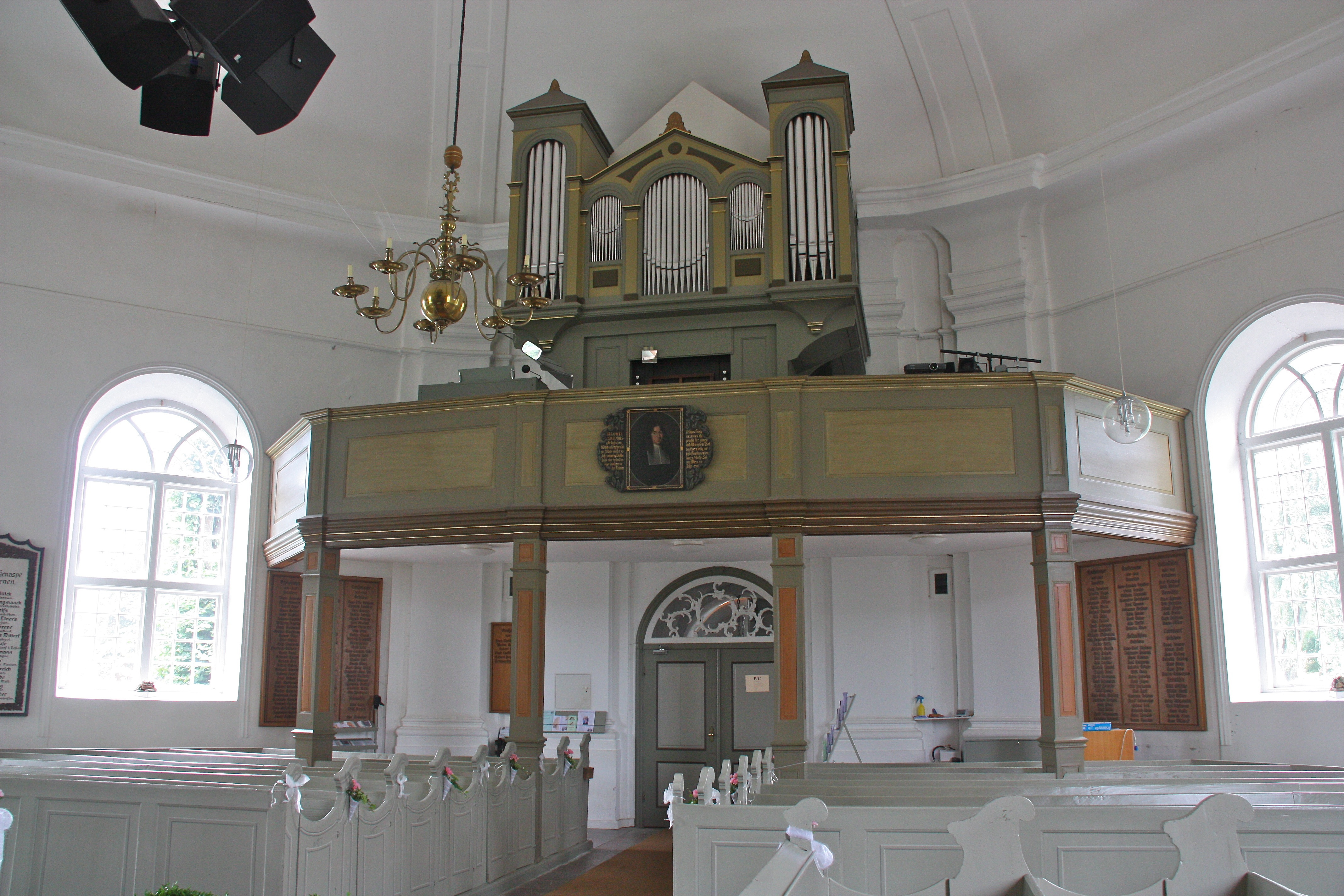
Innenraum, Orgelempore
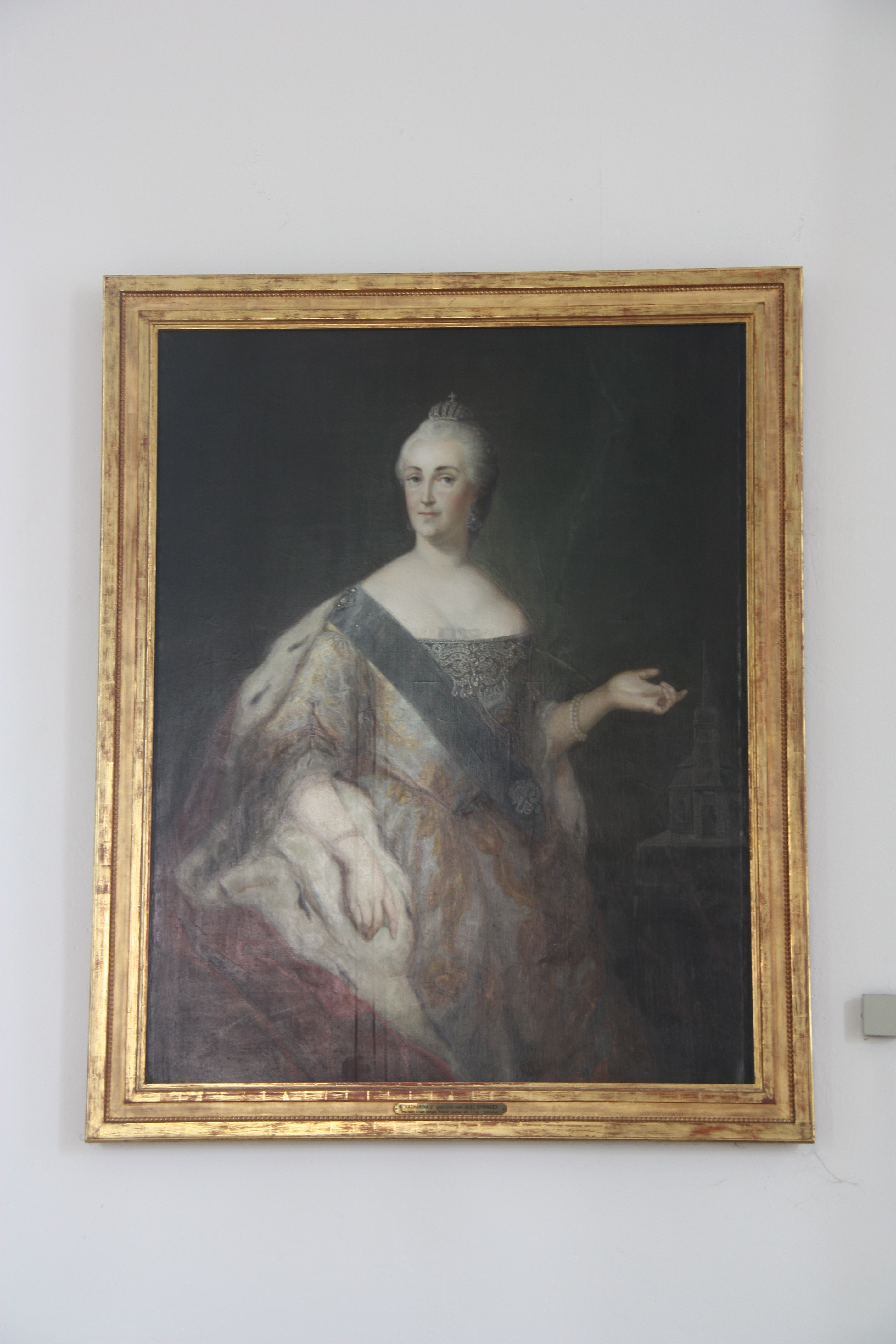
Bild der Namenspatin
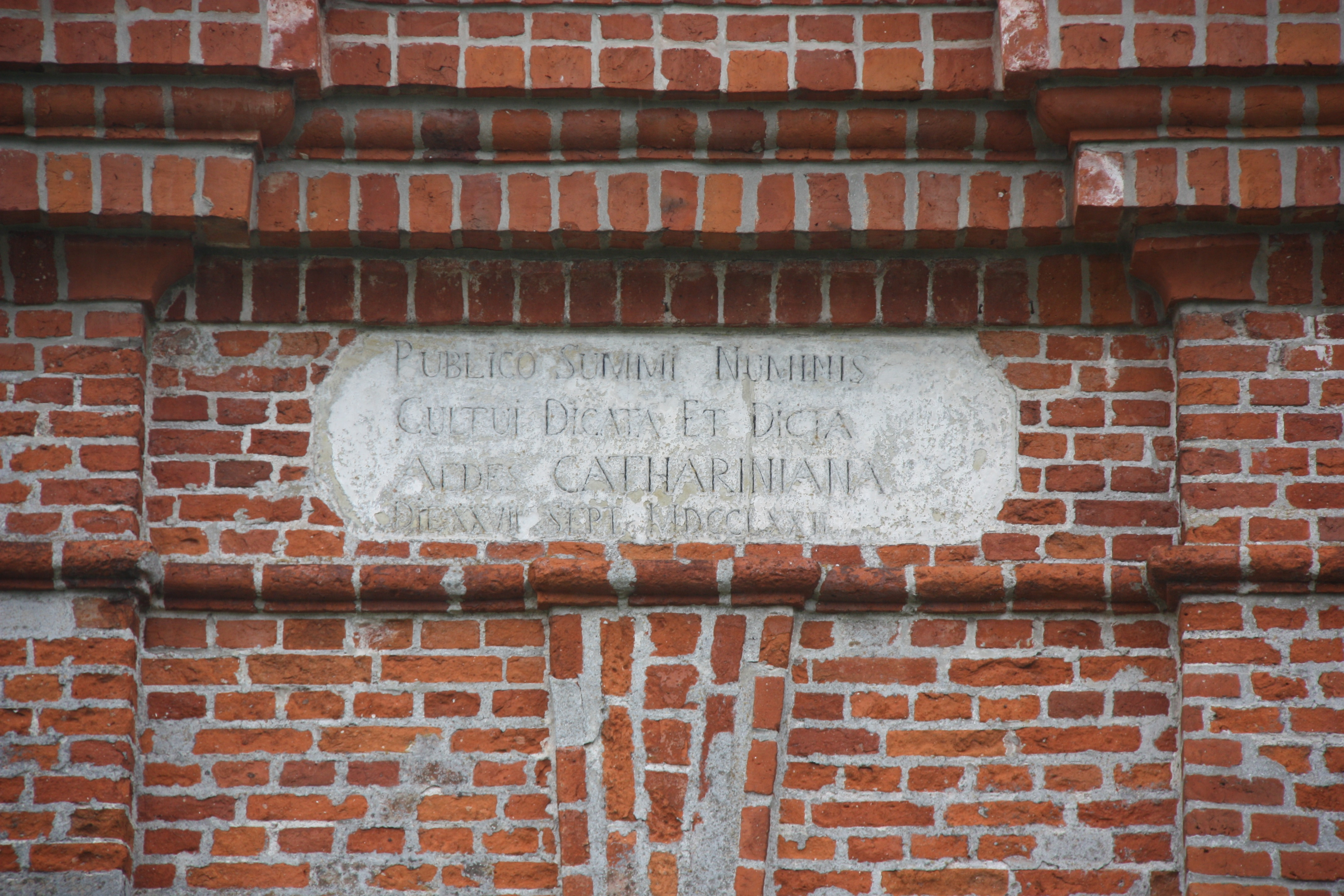
Widmung und Baudatum über dem Eingangsportal